# Айамаа
А́йамаа (ест. Aiamaa küla) — село в Естонії, у волості Нио повіту Тартумаа.

## Населення
Чисельність населення на 31 грудня 2011 року становила 79 осіб.